# Торнос
Торнос (ісп. Tornos) — муніципалітет в Іспанії, у складі автономної спільноти Арагон, у провінції Теруель. Населення — 232 особи (2010).
Муніципалітет розташований на відстані близько 200 км на схід від Мадрида, 75 км на північ від міста Теруель.

## Демографія
Динаміка населення (INE ):